# Kleptochthonius daemonius
Kleptochthonius daemonius är en spindeldjursart som beskrevs av William B. Muchmore 1965. Kleptochthonius daemonius ingår i släktet Kleptochthonius och familjen käkklokrypare. Inga underarter finns listade i Catalogue of Life.